# Matt Haack
Pour les articles homonymes, voir Haack.
(en) Statistiques sur pro-football-reference
Matthew Haack, né le 25 juillet 1994 à West Des Moines dans l'Iowa, est un joueur professionnel américain de football américain jouant au poste de punter. Il évolue avec les Colts d'Indianapolis de la National Football League (NFL). 
Il a joué au football universitaire pour les Sun Devils de l'Université d'État de l'Arizona. Il écrit, frappe et lance de la main droite, mais frappe du pied gauche.

## Biographie

### Jeunesse
Haack fréquente la Dowling Catholic High School en 2013 où il joue au football américain pour les Maroons. Il aide son équipe à enregistrer un bilan de 9 victoires et 3 défaites, et une place en quart de finale des éliminatoires en 2011 et 2012.
Il est classé par le groupe Rivals.com au 15e rang des kickers du pays et à la 10e place de l'État de l'Iowa. Il remporte de nombreux honneurs en 2012 : punter de la première équipe All-State Elite par le Des Moines Register ; punter de la première équipe All-State 4A, également par le Des Moines Register ; wide receiver de la première équipe All-State 4A WR par l'Iowa Newspaper Association ; punter de la première équipe All-Western, encore une fois par le Des Moines Register, et punter de la première équipe All-Division 3.
Le 14 septembre 2018, Haack est intronisé à l'Athletic Hall of Fame Dowling Catholic High School/St. Joseph Academy Athletic pour sa carrière exemplaire au lycée.

### Carrière universitaire
Haack s'engage à jouer au football universitaire pour l'université d'État de l'Arizona dont il est le premier joueur de l'Iowa à signer depuis 2001. Il choisit Arizona State malgré une offre de bourse sportive de l'Université d'État de l'Iowa.
En 2013, pendant son année freshman, il participe à six matchs des Sun Devils, dont le Holiday Bowl. Il fait le premier punt de sa carrière lors d'une défaite 42-28 contre le Cardinal de l'université Stanford, un dégagement de 50 yards qui laisse Stanford sur sa ligne de 10 yards. Il termine la saison avec 16 punts, pour 612 yards dégagées et une moyenne de 38,2 yards par punt.
Son année sophomore, la saison 2014, le voit disputer 13 matchs, dont le Sun Bowl 2014. Le 22 novembre, lors d'une victoire 52-31 contre les Cougars de l'Université d'État de Washington, il dispute le meilleur match de sa jeune carrière, réalisant 6 punts pour 321 yards de dégagement, soit une moyenne de 53,5 yards par punt. À la fin de la saison il accumule 53 punts pour 2 296 yards, une moyenne de 43,3 yards.
Treize autres matchs viennent s'ajouter à son compteur lors de son année junior en 2015, dont le Cactus Bowl 2015. Haack enregistre une moyenne de 43,1 yards en 2015, avec 19 punts de plus de 50 yards.
La saison 2016, son année senior, le voit participer aux douze matchs des Sun Devils et terminer avec une moyenne de 43,9 yards.

### Carrière professionnelle
Non sélectionné durant la draft 2017 de la NFL, Haack signe avec les Dolphins de Miami en tant qu'agent libre le 5 mai 2017. Il gagne le poste de punter titulaire aux dépens de Matt Darr (en), punter de l'équipe lors des deux dernières saisons, et signent avec Haack un contrat de trois ans d'un montant de 1,67 million de dollars.
Le 17 septembre, il fait ses débuts dans la NFL contre les Chargers de Los Angeles. Il obtient trois punts pour un total de 130 yards (une moyenne de 43,33 yards par punt). Globalement, lors de la saison 2017, il termine avec 83 punts pour 3 695 yards pour une moyenne de 44,52 yards par punt.
Au cours de la semaine 9 de la saison 2018, Haack est nommé joueur de la semaine des équipes spéciales de l'AFC après avoir obtenu une moyenne de 44,7 yards sur neuf punts dans une victoire de 13 à 6 sur les Jets de New York.
Le 1er décembre 2019, Haack est la pièce maîtresse d'un jeu « truqué » dans lequel il complète une passe de touchdown d'une yard au kicker Jason Sanders (en) dans la zone d'en-but lors de la victoire de 37-31, marquant la première passe de touchdown à un kicker de la NFL depuis le 16 octobre 1977,. Au total, Haack réussit 69 punts pour 3 105 yards, et une moyenne de 45 yards au cours de la saison 2019.

## Statistiques

### Statistiques universitaires
| Année  | Équipe                     | Statut | MJ |        | Punt  | Punt | Punt |
| Année  | Équipe                     | Statut | MJ | Tentés | Yards | Moy. |      |
| 2013   | Sun Devils d'Arizona State | FR     | 7  | 16     | 612   | 38,3 |      |
| 2014   | Sun Devils d'Arizona State | SO     | 13 | 53     | 2 296 | 43,3 |      |
| 2015   | Sun Devils d'Arizona State | JR     | 13 | 74     | 3 186 | 43,1 |      |
| 2016   | Sun Devils d'Arizona State | SR     | 12 | 66     | 2 897 | 43,9 |      |
| Totaux | Totaux                     | Totaux | 45 | 209    | 8 891 | 43,0 |      |

### Statistiques NFL
| Année  | Équipe            | MJ     |        | Punt   | Punt | Punt |
| Année  | Équipe            | MJ     | Tentés | Yards  | Moy. |      |
| 2017   | Dolphins de Miami | 16     | 83     | 3 695  | 44,5 |      |
| 2018   | Dolphins de Miami | 16     | 87     | 3 884  | 44,6 |      |
| 2019   | Dolphins de Miami | 16     | 69     | 3 105  | 45,0 |      |
| Totaux | Totaux            | Totaux | 239    | 10 684 | 44,5 |      |